# Литьё пластмасс под давлением
Литьё полимеров под давлением — технологический процесс переработки пластмасс путём впрыска расплава полимера под давлением в литьевую форму с последующим его охлаждением. Термин «литье под давлением» отражает особенность процесса формования, когда для компенсации объемной и линейной усадки используются значительные давления расплава при заполнении и охлаждении в оформляющей полости (литьевой форме).

## Литьё пластмасс
Методом литья под давлением производится более трети от общего объема изделий из полимерных материалов. В связи с высокой производительностью и относительно высокой стоимостью оснастки в основном применяется при крупносерийном и массовом производстве изделий из пластмасс. Сырье для литья представляет собой гранулы термопластов, термоэластопластов и термореактивные порошки, обладающие широким диапазоном механических и физических свойств. Термопластичные материалы сохраняют способность к повторной переработке после формования, а термореактивные при переработке претерпевают необратимые химические изменения, приводящие к образованию неплавкого и нерастворимого материала.
В процессе литья специально подготовленный материал поступает в зону шнека машины, где плавится и  гомогенизируется, а затем под высоким давлением впрыскивается в пресс-форму через литниковые каналы, заполняя с высокой скоростью её полость, а затем, остывая, образует отливку. Отверждение материала происходит сначала у холодных стенок полости формы, а затем распространяется в глубь тела отливки.

## Оборудование для литья пластмасс под давлением
Литьё пластмасс под давлением осуществляется на специальных инжекционно-литьевых машинах — термопластавтоматах (ТПА). Существует множество типов ТПА, которые могут быть классифицированы по разным признакам.
По расположению узла впрыска:
- Вертикальные, в которых впрыск материала осуществляется вертикально вниз, а основная плоскость разъема пресс-формы расположена горизонтально. Вертикальные станки обычно используются для изготовления изделий с закладными элементами.
- Горизонтальные, с горизонтальным впрыском материала и вертикально расположенной плоскостью разъема формы.

По количеству видов используемого материала:
- Для однокомпонентного литья
- Для многокомпонентного литья

По типу системы запирания:
- Гидравлические
- Коленчато-рычажные

По типу приводов:
- Электрические
- Гидравлические
- Гибридные

Также существует множество других видов классификаций.

## Специальные методы литья пластмасс
- Литьё с газом

При использовании этого метода уплотнение полимера происходит за счет подачи инертного газа под высоким давлением непосредственно в область изделия или вблизи этой области, поэтому процесс уплотнения проходит легче, чем в обычном литье под давлением. Литьё с газом позволяет получить изделия с хорошим качеством поверхности, без утяжек и коробления, с минимальным уровнем остаточных напряжений, с высокой стабильностью размеров.
- Литьё с водяным паром

При литье с паром в начале каждого цикла происходит подача перегретого водяного пара в каналы пресс-формы. Впрыск расплавленного пластика происходит в горячую пресс-форму, и затем в те же каналы подается охлаждающая жидкость. Несмотря на увеличение времени цикла литья, этот метод приобретает все большую популярность, поскольку позволяет получить более качественную поверхность изделия: без линий спая, идеально гладкую и глянцевую.
- Многокомпонентное литьё
- Литье с водой
- Литьё с декорированием в форме (IMD)
- Литьё со сборкой в форме (IMA)